# Trondhjemsgade
Trondhjemsgade  er en gade mellem Bergensgade og Stavangergade i Indre By, København.
Gaden er opkaldt efter den norske by Trondheim. Den ligger i et kvarter, hvor gaderne er navngivet efter norske byer. Ved gaden findes Trondhjems Plads.